# Suwalszczyzna

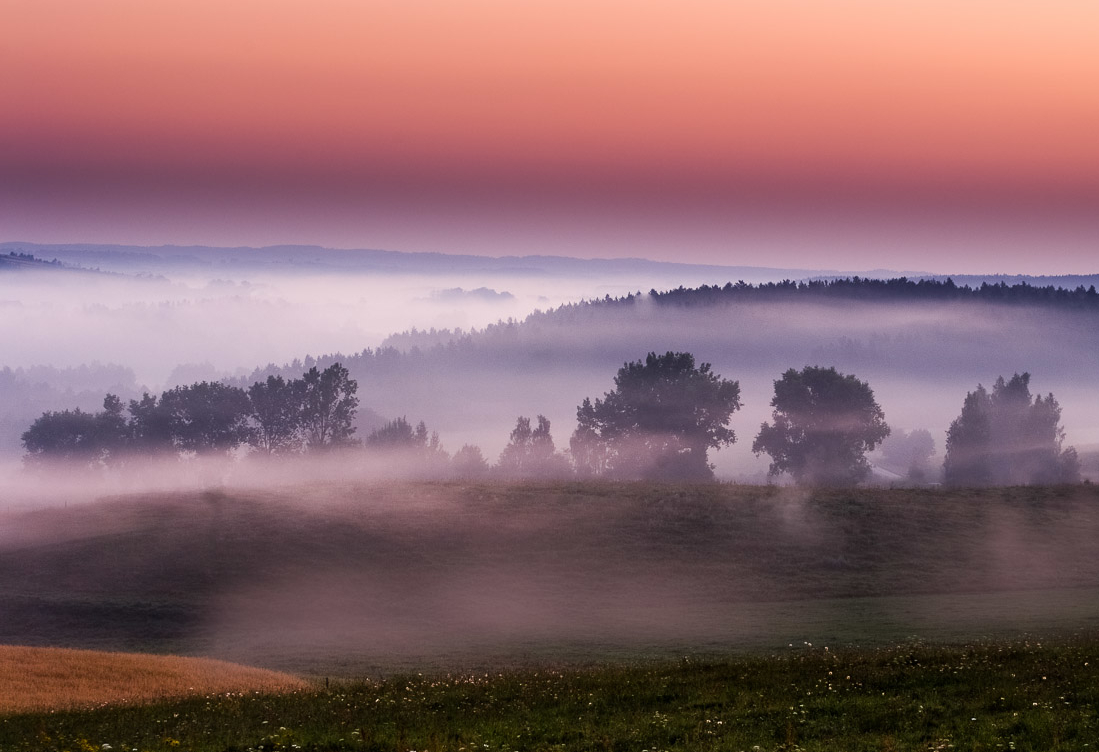
Landschaftspark Suwałki

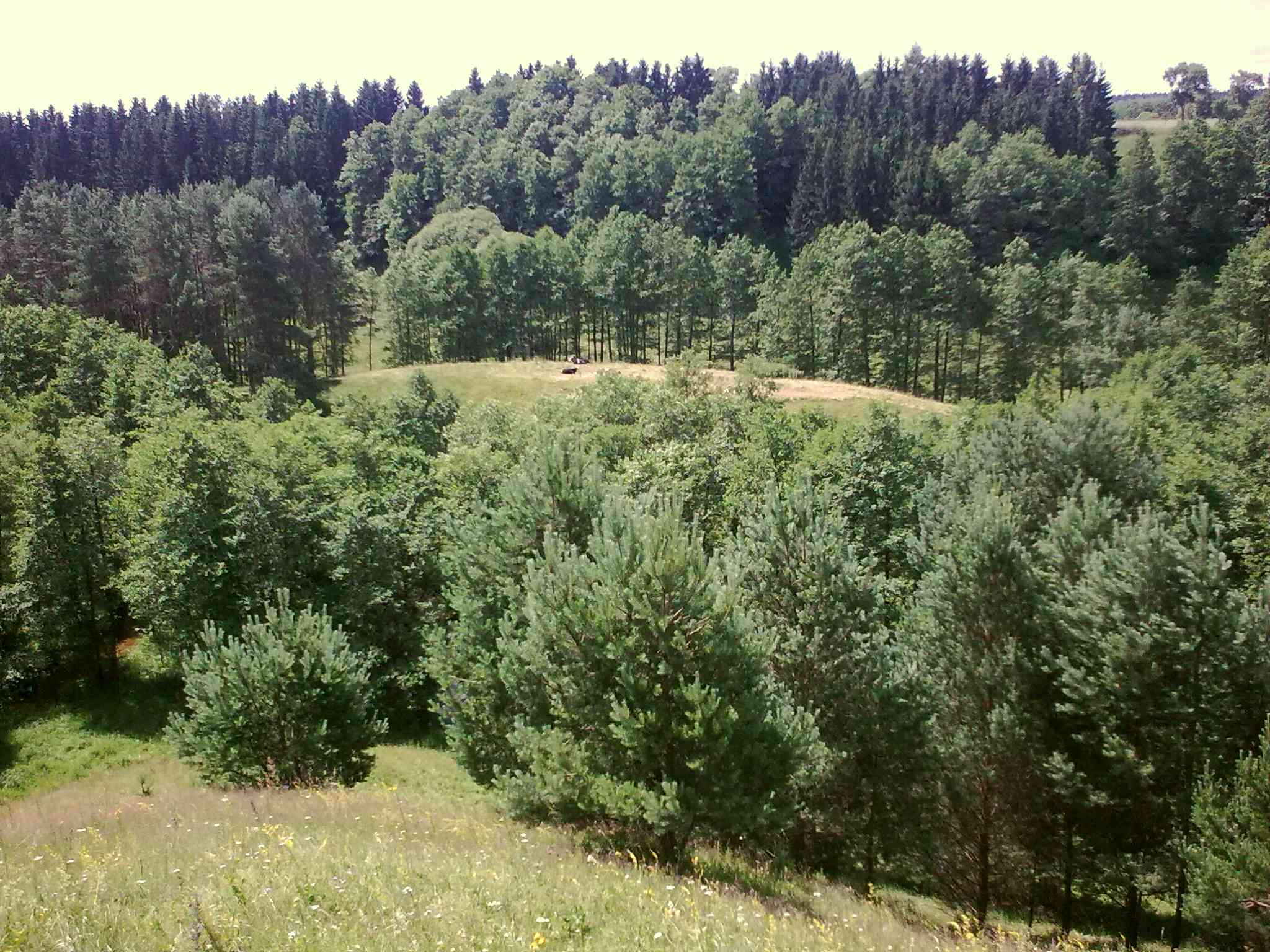
Tal der Czarna Hańcza

Suwalszczyzna ist eine Region in der im Norden Polens gelegenen Woiwodschaft Podlachien im Dreiländereck Polen-Litauen-Belarus. Hauptstadt und namensgebender Ort ist Suwałki. Die Region besteht zum großen Teil aus dem Pojezierze Suwalskie.

## Bevölkerung
Im Dreiländereck lebt in einigen Dörfern der größte Teil der litauischen Minderheit in Polen. Ansonsten wird die Region vor allem von ethnischen Polen bewohnt.

## Geschichte
Die Region lag bereits im Mittelalter auf der wichtigen Handelsroute von Krakau über Warschau nach Vilnius. Sie war ein beliebtes Jagdgebiet polnischer Könige und des Adels. Die meisten Städte und Klöster wurden ab dem 16. Jahrhundert angelegt.

## Religion
Die Bewohner sind zum größten Teil römisch-katholisch, es gibt jedoch auch eine kleine orthodoxe Minderheit.

## Naturschutz
Die Suwalszczyzna hat Anteil an zwei Nationalparks, dem Nationalpark Biebrza und dem Nationalpark Wigry, und an zwei Landschaftsparks, dem Landschaftspark Suwałki und dem Landschaftspark Rominter Heide sowie an über zwanzig Naturreservaten.

## Nachweise
- suwalszczyzna.pl
- dawna-suwalszczyzna.com.pl